# Караимская музыка
Караимская музыка — музыка караимов, тюркоязычного народа, исповедующего караимизм, традиционным местом проживания которого издавна является Крымский полуостров. Музыкальная культура караимов, в её светской сфере, родственна музыкальным культурам народов, населявших Крымский полуостров (крымские татары, крымские греки, крымские армяне, крымчаки и т. п.). В религиозной же сфере она своеобразна и ведёт своё начало к библейским традициям народа Израиля.

## Музыкальная культура караимов
Традиционную музыкальную культуру караимов можно разделить на две части: религиозную и светскую. Обе эти сферы различны по предназначению, языку и мелосу, но их многое связывает.

### Религиозная сфера
Религиозная сфера предназначена для богослужений и представляет собой:
- 1. Отрывки из Писания, объединённые одной общей тематикой или приуроченные к определённому случаю (празднику, субботе), — канторский речитатив;
- 2. Стихотворные произведения, положенные на музыку, — песнопения. К ним относятся тигильлим (псалмы), земирот (песни), кынот (плачи), тохахот (порицания), тахануним (мольбы) и т. д.

Язык богослужения — это язык Писания (древнееврейский). Он не является народным языком крымских караимов, говорящих на тюркском (караимском) языке, но обязателен для каждого верующего, ибо ни один перевод не может передать полного смысла священного языка. Его фонетика и семантический ряд отличаются от таковых в современном языке иврит и священном языке, принятом у евреев-талмудистов.
Любое полное богослужение у караимов должно включать в себя молитвы в следующем порядке:
- тигила (молитва прославления от ивр. תהילה‎) — прославление Бога и Его творений;
- тода (благодарность от ивр. תודה‎) — благодарность за Его правду и Великую Мощь; сотворение Мира и его существование;
- видуй (покаяние от ивр. ווידוי‎) — покаяние за свои грехи;
- баккаша (просительная от ивр. בקשה‎) — просьба о прощении за грехи;
- тигинна (жалоба, мольба от ивр. תחנה‎) — просьба о милости и прощении грехов, которые Он простит идущим путём праведным (баккаша, в отличие от неё — о моральном долге за сотворение человека, одетого во плоть).
- чаака (крик, жалоба от ивр. צעקה‎) — призыв к Богу о воспоминании Завета, чтобы Он увидел наше притеснение и крики о помощи;
- кериа (призыв, восклицание от ивр. קריאה‎) — славословия Богу.

Отношение той или иной молитвы к одному из этих видов предопределяет окраску мелодии, ладовое наклонение и характер ладовой переменности. Кроме того, существуют ремарки — характеристики напевов: «нигун галут» ивр. גלות‎ (мелодия изгнания, плена, нужды), «кол рам» (голос возвышенный), «бенигун наэ» (с красивой мелодией). Для обозначения опорных тонов, пауз, скачков и направления движения мелодии используются «теамим» (знаки кантилляции), которые вписаны выше и ниже текста молитв. По утверждению караимских мудрецов, «теамим» были даны Моисею на горе Синай вместе с Торой. Евреи-раввинисты утверждают, что «теамим» добавил Эзра. Некоторые авторы считают, что «теамим» были изобретены масоретской караимской семьёй Бен-Ашер из Тверии. Турецкий караим XVI века Элийагу Башиячи писал о них так:
«Разве ты не видишь знаки, которые стоят в пророческих высказываниях? Есть для каждого из них свой отдельный мотив … Чтение пророческих книг должно быть голосом сильным (мелодичным) и соответствующим указывающим на то знакам по обычаю каждого отдельно взятого места».
«Теамим» делятся на «мафсиким» («заканчивающие» мелодическую мысль и обозначающие мелодические тона) и «мешаретим» («служебные», для обозначения направления движения). Все они находятся в определённой иерархии («мелахим» — цари, «мешаретим» — слуги). «Мешаретим», которые оказываются сильнее стоящих перед ними «мешаретим», становятся относительно последних «мелахим»; и «мелахим», которые слабее других «мелахим», становятся относительно тех «мешаретим». В связи с этим меняются опорные звуки мелодии и значение каждого знака. В целом для «канторского речитатива» характерно плавное, волнообразное, поступенное движение в пределах довольно узкого диапазона (чаще всего тетрахорда), речитации на нескольких соседних звуках, после которой следуют распевы отдельных слогов. В зависимости от жанра используется лад той или иной окраски — фригийский, дорийский, эолийский, ионийский, лидийский, миксолидийский. Однако чаще всего используется лад минорного наклонения с понижением 2 ступени при движении вниз и мажорного с повышением IV, VI ступеней при движении вверх. Характерная особенность — переменность ступеней лада; отсюда вариативность низких VII и III ступеней, которые звучат иногда несколько выше (bVII и bIII). Музыкальные фразы в вопросо-ответном соотношении образуют два-четыре (реже три) предложения и затем повторяются в этой комбинации, следуя вариативности слоговой структуры текста, что свидетельствует о его главенстве в жанре. Техника «теамим» относится, прежде всего, к части богослужения, названной нами «канторский речитатив». Для второй — песнопений — характерны стабильные мелодии, облечённые в песенную форму. Очень часто они перекочёвывают в литургию из народной среды. Свидетельства тому — прямые указания на это в молитвах.
Поскольку мелодика песнопений близка народной, то их следует рассматривать в сфере светской музыки. Необходимо, однако, учитывать, что мелодии религиозных песнопений, в основном, гораздо древнее большей части светских песен, так как первые перешли в разряд канона, а вторые бытовали, изменяясь и заменяясь более современными.

Исполнители караимского фольклора

### Светская сфера
Светская сфера традиционной музыкальной культуры караимов представляет собой песни на караимском (тюркском) языке, народном языке крымских караимов. «Мирская» музыка «разношёрстнее» религиозной, поскольку обусловлена более широкой сферой чувств и влиянием соседних культур, прежде всего крымскотатарской, турецкой, менее — армянской, греческой и русской. Влияние это можно заметить как в мелодике песен, языке, так и в содержании текстов. В зависимости от наличия или отсутствия ясно выраженных влияний, времени бытования, караимские песни можно разделить на несколько пластов. К первому, наиболее древнему и менее всего подвергнувшемуся инородному влиянию пласту можно отнести такие песни, как «Навицкий дост», «Ахъ къараим, къараим», «Къалэден къалэйэ», «Къонушма хъавасы», «Орэкэ» (инструментальная мелодия), а также большинство песнопений из литургии. Их характеризует такое качество, как подчинение мелоса языку. В караимском и священном языках ударение, как правило, падает на последний слог, что порождает специфическую ритмизацию стиха, при которой опорные тона попадают на «слабые доли» (правильнее было бы говорить о господстве тенденции ритма временного, а не акцентного), поэтому ритмически и ладово выделяются звуки, соответствующие конечным слогам. В ладовой стороне напевов отмечается преобладание «минорных» ладов (фригийского и эолийского) и «мажорных» с минорными отклонениями в каденциях и на гранях формы, переменная мажоро-минорная ладовость, оттеняющая контраст между частями формы, поступенные ладовые развертывания с подчеркиванием опорных тонов и опеванием их «кадансовыми» формулами.
В качестве образцов наиболее древней караимской мелодики можно привести поминальную песню «Шэрбийэт» и песню об активном караимском деятеле «Навицкий дост» (Навицкий-друг), а также старинная чуфут-кальская мелодия «Орэкэ» (прялка). Выбор этот не случаен, ибо данные мелодии наиболее архаичны и характерны для караимской традиции. Около 60-70 % песен и мелодий начинается с восходящей терции. В них обнаруживается и своеобразие направленности музыкального ритма, идущее от специфики языка. Кроме этого сходна система ладово-интонационных опор и кадансов в песне «Навицкий дост» и инструментальной мелодии «Орэкэ». Все это характерно для образцов старинного караимского фольклора. Ко второму пласту, в котором ясно прослеживается арабо-иранское и турецкое влияние, относятся песни с использованием лада с увеличенной секундой (d, es, fis, g, a, b(h), с, d). В медленных песнях этого пласта — богато орнаментированная мелодия широкого дыхания, в быстрых — частое использование сложных несимметричных размеров 7/8, 9/8, 5/8. Характерные для данного пласта песни: «Агълама, Кэлин», «Софрамызда», «Сыманлар», «Порт Артур», «Бир элимдэ кэманэм», «Хъайва тибин салкъым болур» и др..
Они отличаются чертами, привнесёнными в караимскую среду во время четырёх-векового османского владычества в Крыму. В песне «Бир элимдэ кэманэм» прежде всего обращает на себя внимание отмеченный уже лад с увеличенной секундой. Происхождение его скорее арабское, нежели турецкое (макамная традиция). И пришел он в турецкую музыкальную среду через арабо-исламскую религиозную культуру. Кроме лада в этой песне можно отметить нетипичный для караимской музыки ритм, также происходящий из арабской системы ритмов, и характерные именно для арабской музыки ладо-интонации (частое использование «украшений» на bII и III ступенях, нисходящие гаммо-образные обороты, каденционные обороты типа I↘bVII↘ bVI(VI)↗bVII↗ I. Если интерпретация ритма 9/8 во второй песне («Кийин, агъам, кийин!») как привнесённого не вызывает сомнений, то включение в эту же группу ритма 7/8 у многих может вызвать ряд возражений. Прежде всего это связано с распространённым как в среде крымских караимов, так и крымских татар, приазовских греков (а также и у некоторых других народов Черноморского бассейна) танцем «Къайтарма», отличительной чертой которого является именно ритм 7/8 (4/8+3/8).
Однако распространённость ещё не гарантирует коренного происхождения в караимской культуре. Скорее, тут можно говорить о некоторой «моде», так как его распространение относится приблизительно к XVII—XVIII векам, в то время как до этого периода в караимской (и даже татарской) культуре его не существовало. Косвенным доказательством этому может служить его отсутствие у караимов, переселившихся в Литву в XIV веке. Третий пласт отражает влияние русской культуры как проводника европейской. К нему можно отнести песни: «Бугун биздэ буйук байрам», «Бэркъут», «Йыракътан сэни кордум», «Ахшамда кэч», «Аллахътан чокъ кэрэмлер» и другие. Проблемы русификации встали в караимской культуре начиная со второй половины XIX века. Это был период, когда стало престижным получать светское образование в высших учебных заведениях крупных городов России (Санкт-Петербурга, Одессы, Киева, Москвы).
Многие молодые люди в коммерческих целях покидали Крымский полуостров. Помимо национальной одежды постепенно изменялись обычаи и культура, родной язык вытеснялся общеупотребительным русским. В музыку внедрялись такие новые жанры, как вальс, мазурка, полька и т. д. Наряду с караимскими пелись русские и украинские песни. Эти мелодии отражают как раз этот период (середина XIX — начало XX века.). Восточное происхождение их выдаёт лишь обилие опеваний, мелизматики (особенно в кадансах), в то же время в караимскую мелодику внедряются не специфичные для тюркских народов хореические ритмы, гармонические обороты, арпеджированное движение и метрическая симметрия. Напрашивается вывод, что основная часть мелодий, впитав в себя все перечисленные влияния, образовала музыкальный симбиоз, в котором можно найти и отголоски коренной национальной культуры, и заимствования.

## Жанры музыкального фольклора. Разделение по жанрам
По месту в культуре и обычаях народа песни делятся на: исполняемые в определённое время при определённых обстоятельствах; и на песни, исполняемые в любое время при любых обстоятельствах. По текстовому содержанию песни, исполняемые в определённое время при определённых обстоятельствах, подразделяются на агаваты (колядные песни), свадебные песни и поминальные песни. Песни, исполняемые в любое время при любых обстоятельствах, подразделяются на исторические песни, гимны, песни-посвящения, лирические (протяжные и умеренные) песни, шуточные песни, частушки, инструментальные мелодии и песни к танцам или припевки. Музыкальная культура крымских караимов очень богата и разнообразна, что характерно для народов Крыма, — места переплетения культур Запада и Востока. Караимы, будучи коренным народом Крыма, впитали в своём творчестве музыкальную культуру многих народов, населявших эту щедрую землю.

### Агаваты
Агаваты (колядные песни) поют во время праздника Пурим (приходится на февраль-март). Полное название этого жанра «Агъават Пурим». Во время праздника молодёжь ходит по караимским домам, поёт песни Агъават и собирает пожертвования в пользу учителей Мидраша. Песни эти называются Агаватами. В них повествуется о библейских событиях: истории царицы Эстер (Эсфирь), освободившей израильтян от козней злодея Амана. Мелодика этих песен носит торжественный, жизнерадостный характер, приближая их к жанру гимна.

### Свадебные песни
Свадебные песни поются во время ритуалов свадебного обряда. Так, например, песня «Варилочь» поётся во время рукодельных вечеров, когда шьётся приданое невесты. Песни «Кэлин чынълары» и «Агълама кэлин» поются во время девичника перед самой свадьбой. «Шардуван» поют в бане во время купания невесты. Песенка «Чыракъчы тӱркусӱ» поётся во время обряда «Хонджа» (посылка). Песню «Тамам-тамам, тас тамам» поёт жених с дружками (шошбинами) также во время купания в бане перед свадьбой. На таких мальчишниках поют и песню «Ичсэм дэ кэфимэ».

### Шэрбийэт, Недава йыры (Поминальная)
Поминальные песня песни (Шэрбийэт, Недава йыры) поётся поются в пост Недава (выпадает на июль-август месяц). Во время этого поста у караимов принято посещать кладбище и петь Шэрбийэт. Известно, что в народе существовали даже профессиональные плакальщицы, которых специально нанимали для пения поминальных песен. Шэрбийэт — жанр импровизационный, подобно чынлар и манэ, поэтому тексты различных Шэрбийэтов отличаются. Здесь приведены несколько её вариантов.

### Исторические песни
Исторические песни связаны с различными периодами в истории крымских караимов. Они отражают важные общественные события (например, приезд в Чуфут-Кале сербской королевы Наталии), войны и связанные с ними личные трагедии (Порт Артур, Акъ Йар). Между историческими песнями, гимнами и песнями-посвящениями порой трудно провести чёткие границы, так как довольно часто одну песню можно отнести к двум или трем трём из этих жанров.

### Гимны
Гимны — торжественные песни, восхваляющие и прославляющие кого-либо или что-либо (как напр. песни «Бэркъут», «Сыман тов этсин»). Караимские гимны не имеют отношения к национальным или государственным гимнам. Они скорее являются наследниками формы гимнов Древней Греции, Дальнего Востока и Китайской поэзии. Этот жанр, который наряду с собственно гимнами, содержащими обращения к небу и восхваление предков, располагает располагает близкой к гимнам формой од, в которых описаны подвиги основателей древних династий. Эти оды дают богатый исторический материал в эпическом изложении.

### Песни-посвящения
Песни-посвящения повествуют о судьбах отдельных людей («Чуфут Къалэ бэласы», «Навицкий»). Песни эти часто поются от первого лица, то есть от человека, который уже умер. Сочиняли их друзья, родственники, близкие люди покойного (покойной). Существуют письменные свидетельства и о том, что их сочиняли покойные ещё при жизни. Образы почти всех песен-посвящений собирательны. Может быть поэтому, очень часто на одну мелодию существовали тексты о разных людях, различных, но схожих судьбах.

### Детские песни
Песни, предназначенные детям (материнские) представлены колыбельными: «Улум вар», «Айа болсун, ай болсун!», «Альлеф бинха» (Ӧгрэт огълынъа), которая которые сочинена сочинены в жанре зэмера (религиозного песнопения), и поэтому поётся поются, как на родном караимском, так и на священном языке (лешон кодэш); а также шуточные песенки: «А балам, сэни кӱм чакъырды?», «Босторгъай», «Чал хороз», «Къысыр эчки», «Сычан».

### Лирические песни (Зэвда йырлары)
Лирические песни (Зэвда йырлары) можно разделить на протяжные и умеренные.
- Протяжные песни (Пэшраф, Узун) обычно повествуют о неразделённой любви или тяжёлой судьбе; встречается созерцательная лирика.
- Умеренные песни (Сарнав), как правило, песни о жертвенной и безумной любви.

### Шуточные песни
Шуточные песни являются выражением специфического народного юмора крымских караимов.

### Чынълар (Частушки)
Караимские «чины» отличаются разнообразием рефренов «алай» [Кефели, 2014, с. 348—350], «дадай» [Кефели, 2014, с. 335], «ах, ах!» [Там же, с.336] и напевов. Несмотря на ладомелодические различия напевов «чин» и 166 «шынъ», их роднят особенности строения стиха: нечетные стихи состоят из семи, реже восьми слогов с цезурой 4+3, а четные из шести — четырёх слогов текста и двух слогов рефрена с цезурой 4+2. 
Чынълар (Частушки) являлись одним из любимых видов времяпровождения у караимов. В частушках они соревновались, высмеивали друг друга, объяснялись в любви. Обычно куплеты импровизировались прямо на ходу. А тот, кто не умел импровизировать частушки, становился посмешищем. Особенно любили сочинять частушки девушки. Они собирались на целый день в баню, где и сочиняли частушки. Одна девушка импровизировала первый куплет с мелодией, а вторая должна была ей ответить. Если же какая-нибудь из них не справлялась с этой задачей, то неудачницу обдавали ведром с холодной водой.

### Инструментальная музыка
Караимы очень любили инструментальную музыку, поэтому почти на каждую пирушку нанимали «чал» (ансамбль). Бросая музыкантам деньги, караимы заводили как музыкантов, так и самих себя. Однако среди караимов профессия музыканта была непопулярна. Многие из них любительски довольно хорошо владели музыкальными инструментами. Были популярны такие музыкальные инструменты, как: дэхърэ (бубен), давул (барабан), тамбур или дамбур (большой барабан), кэманэ (гэманэ, кэманча) — скрипка, гиджак — 3-х струнная разновидность кэманэ, кобуз, саз (струнный щипковый инструмент), зурна (духовой инструмент), сантыр (цымбалы), къавал (свирель), най (разновидность флейты) и др.
Ансамбли свадебных коллективов часто состояли из представителей разных национальностей. В их репертуаре были татарские, турецкие, армянские, цыганские, болгарские, молдавские и другие мелодии. В инструментальной музыке Крыма порой трудно определить, какому именно народу они принадлежат. Многие популярные в Крыму мелодии стали родными и для караимов.

### Конушма
Мелодии Конушма имеют жизнерадостный, зажигательный характер. Их ритмика — простые трёхдольные («Тамам Тамам, Тас Тамам», «Гэманэ бэндэн» и др.), или же сложные несимметричные размеры (7/8, 9/8, 5/8) (примеры: «Ӧльмэм бэн», «Босторгъай», «Къысыр эчки» и др.).

### Танцы
Всё сказанное об инструментальных мелодиях относится и к танцевальным. Самый популярный танец у караимов, как и у ряда других народов Черноморского бассейна — хайтарма. Обычно исполняется на 7/8. У караимских танцев очень интересная и своеобразная форма движений.

## Разработка караимской профессиональной музыки
Разработкой караимской профессиональной музыки в настоящее время занимается караимский композитор Авраам Кефели. Помимо Сборника музыкального фольклора «Сиври Синэк Саз», он выпустил ряд компакт-дисков, основанных на образцах караимской народной музыки и использует фольклор также и в своих профессиональных музыкальных композициях. Среди них: «Фантазия на две караимские темы», «Кефели Къайтармасы», «Сагъыш» и гимн «Къарайларгъа» на стихи Михаила Тынфовича, симфония «Тахъанун», фортепианный концерт, опера «Царь Хазарии», вариации для струнного квартета на мелодию песни «Аллеф Бинха», соната для виолончели и ф-но, «Къысыр Эчки» для скрипки соло и фортепиано и др.